# Linda Emery
Linda C. Emery, também conhecida como Linda Lee Cadwell (Everett (Washington), 21 de março de 1945) é viúva do artista marcial, ator, diretor e instrutor de artes marciais Bruce Lee. Casaram-se em 1964, tendo dois filhos, Brandon e Shannon. Acabou ficando viúva em 1973, quando Lee morreu de forma misteriosa, através de um edema cerebral. Linda publicou a biografia "Bruce Lee: The Man Only I Knew" em 1975. O livro serviu de base para o filme "Dragon: The Bruce Lee Story" estrelado por Jason Scott Lee como Bruce Lee e Lauren Holly como Linda Emery, o nome de solteira de Linda Lee Cadwell. Em 1993, seu filho Brandon, foi morto em um acidente durante a filmagem de "O Corvo".